# Maisons-en-Champagne
Maisons-en-Champagne é uma comuna francesa na região administrativa do Grande Leste, no departamento de Marne. Estende-se por uma área de 29.14 km², e possui 535 habitantes, segundo o censo de 2018, com uma densidade de 18 hab/km².